# Irwin megye
Irwin megye az Amerikai Egyesült Államokban, azon belül Georgia államban található. Megyeszékhelye és legnagyobb városa Ocilla. Lakosainak száma 9666 fő (2020. április 1.). Irwin megye Ben Hill, Berrien, Coffee, Tift és Turner megyékkel határos.

## Népesség
A megye népességének változása:
| Lakosok száma | 9594 | 9686 | 9612 | 9427 | 9245 | 9666 |
|               | 2010 | 2011 | 2012 | 2013 | 2015 | 2020 |